# Championnats du monde de gymnastique acrobatique 1998
Navigation
Édition précédente Édition suivante
Les championnats du monde de gymnastique acrobatique 1998, quinzième édition des championnats du monde de gymnastique acrobatique, ont eu lieu du 28 au 31 octobre 1998 à Minsk, en Biélorussie.